# Norte cartográfico
O Norte Cartográfico é, por definição, a direção Y da terra, depois de tornar sua superfície curva num plano, por uma projecção cartográfica, que resulta nos eixos X e Y.
Devido à deformação introduzida pela projecção, o norte cartográfico difere do norte geográfico.